# Doliornis sclateri
El cotinga de Sclater (Doliornis sclateri), también denominado cotinga de subcaudales bayas (en Perú) o cotinga de cola baya, es una especie de ave paseriforme en la familia Cotingidae, una de las dos pertenecientes al género Doliornis. Es endémica de los Andes peruanos.

## Distribución y hábitat
Se distribuye en la pendiente oriental de los Andes del centro del Perú, desde el sur de San Martín hasta Junín.
Esta especie es considerada rara y local en su hábitat natural: los ecotonos entre bosques montanos nublados y páramos entre 2600 y 3800 m s. n. m. de altitud.

## Descripción
Mide en promedio 21,5 cm de longitud. Los machos poseen píleo y nuca negros (con una cresta roja parcialmente oculta), su dorso es marrón oscuro y su pecho es marrón pálido, con rectrices de la cola marrón-rojizo y garganta, laterales de la cara y cuello grises. Las hembras son similares, pero no poseen píleo negro.

## Estado de conservación
El cotinga de Sclater había sido calificado como «vulnerable» por la Unión Internacional para la Conservación de la Naturaleza (IUCN) hasta el año 2022, debido a que su pequeña población total se sospechaba moderadamente decadente debido a la pérdida de hábitat y su degradación; sin embargo, en nueva evaluación realizada en aquel año, fue re-calificado como «casi amenazado» con su población total estimada en 2380 individuos maduros.

## Sistemática

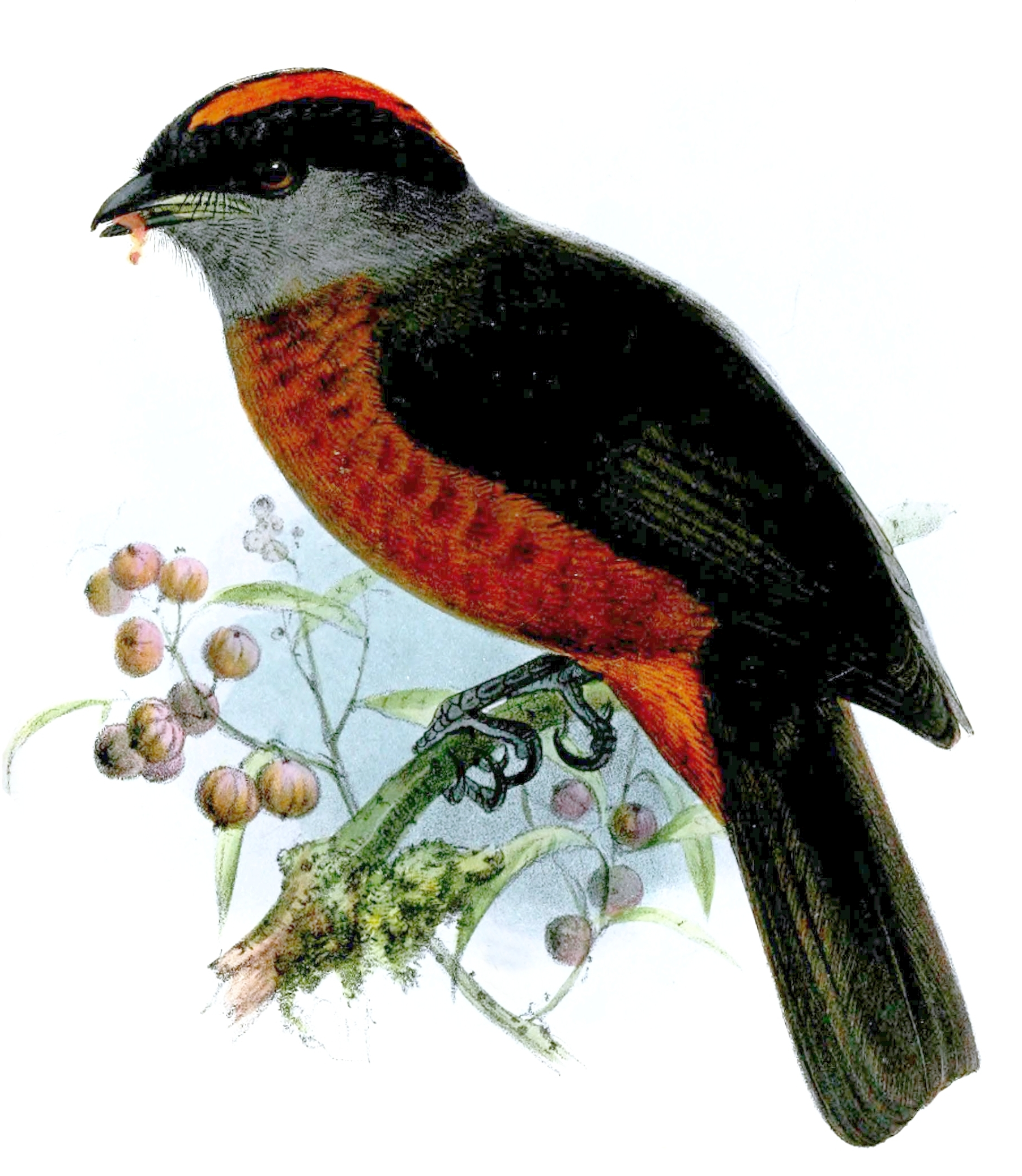
Dolyornis sclateri, ilustración de Keulemans, para Proceedings of the Zoological Society of London, 1874.

### Descripción original
La especie D. sclateri fue descrita por primera vez por el ornitólogo polaco Władysław Taczanowski en 1874 bajo el mismo nombre científico (equivocadamente nombrado como Dolyornis sclateri en la ilustración de la misma publicación original); su localidad tipo es: «Maraynioc, Perú».

### Etimología
El nombre genérico masculino «Doliornis» se compone de las palabras del griego «dolios, dolos» que significa ‘astuto’, ‘malicioso’, y «ornis, ornithos» que significa ‘ave’; y el nombre de la especie «sclateri», conmemora al zoólogo británico Philip Lutley Sclater (1829–1913).

### Taxonomía
Es monotípica.